# Los días de Birmania
Los días de Birmania, también titulada La Marca es una novela del escritor británico George Orwell. Se publicó en 1934, y estaba vagamente basada en los cinco años que Orwell había pasado como policía en Birmania. El libro trata acerca de los últimos días del imperialismo británico previo a la Segunda Guerra Mundial.
Los editores eran reacios a publicar el libro por miedo a posibles demandas por libelo. Ningún oficial británico retirado llegó a interponer demanda alguna, pero el libro no estaba disponible en la India y Birmania en el momento de su publicación. Los personajes de la novela estaban basados en personas reales y sólo tras la insistencia de los editores fueron cambiados algunos nombres de personas y de lugares. La novela ha sido comparada con trabajos similares de otros novelistas británicos como Graham Greene y Somerset Maugham.